# حسين سعدي
 حسين سعدي  (1936 الجزائر) هو لاعب كرة قدم جزائري.